# Hennis Herbst
Hennis Herbst (* 20. November 1996 in Stralsund) ist ein deutscher Politiker (Die Linke). Er ist seit 2024 Vorsitzender des Landesverbandes der Linken in Mecklenburg-Vorpommern. Herbst ist außerdem Mitglied der Greifswalder Bürgerschaft und war der erste Studentische Prorektor der Universität Greifswald.

## Leben
Herbst ist seit 2020 Mitglied der Linken. Nach seinem Abitur in Stralsund, absolvierte er ein Studium in Politikwissenschaft und öffentlichem Recht an der Universität Greifswald. Das Studium schloss er 2024 mit dem Bachelor of Arts ab. Während seines Studiums war Herbst in der Studierendenvertretung aktiv und Vorsitzender des allgemeinen Studierendenausschusses (AStA) an der Universität Greifswald. Im Jahr 2022 wurde er zum ersten studentischen Prorektor der Universität Greifswald gewählt. Herbst ist ledig und wohnt in Greifswald.

## Politik
Von 2022 bis 2024 war Herbst stellvertretender Landesvorsitzender der Linken in Mecklenburg-Vorpommern. Im Juni 2024 kandidierte er für die Greifswalder Bürgerschaft und wurde auf Listenvorschlag der Linken in Greifswald in die Bürgerschaft gewählt. Dort ist er Fraktionsvorsitzender einer gemeinsamen Fraktion aus SPD und Linken. Im gleichen Jahr wurde Herbst zum Landesvorsitzenden der Linken in Mecklenburg-Vorpommern gewählt. Er folgte damit Peter Ritter, der sich nicht erneut zur Wahl stellte. Der Bundesparteitag der Linken im Oktober 2024 wählte ihn zudem in den Bundesvorstand der Partei. Für die vorgezogene Bundestagswahl 2025 trat Herbst im Wahlkreis 15 (Vorpommern-Rügen, Vorpommern-Greifswald I) für die Linke an. Mit 13,3 % der Erststimmen erhielt er nach den Kandidaten von AfD, CDU und SPD die viertmeisten im Wahlkreis und zog damit nicht in den Deutschen Bundestag ein.